# Бесядкі (Люблінське воєводство)
Бесядкі (пол. Biesiadki) — село в Польщі, у гміні Циців Ленчинського повіту Люблінського воєводства.
Населення — 68 осіб (2011).
У 1975-1998 роках село належало до Холмського воєводства.

## Демографія
Демографічна структура станом на 31 березня 2011 року:
|          | Загалом | Допрацездатний вік | Працездатний вік | Постпрацездатний вік |
| -------- | ------- | ------------------ | ---------------- | -------------------- |
| Чоловіки | 29      | 7                  | 21               | 1                    |
| Жінки    | 39      | 11                 | 18               | 10                   |
| Разом    | 68      | 18                 | 39               | 11                   |